# Hōjō Ujitsuna

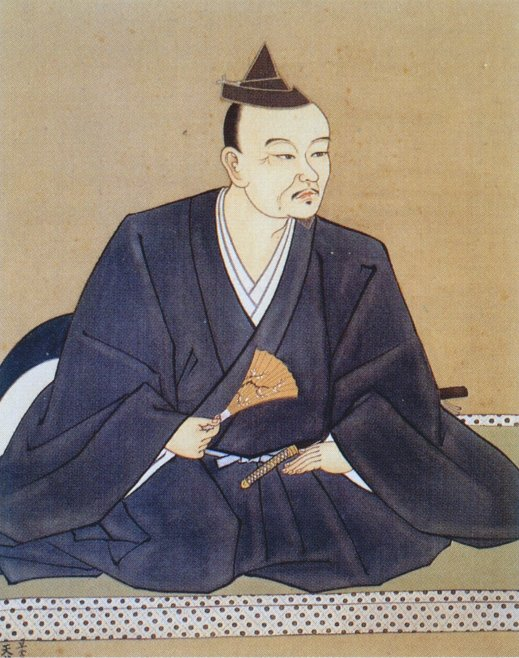
Hōjō Ujitsuna

Hōjō Ujitsuna (jap. 北条 氏綱; * 1487; † 10. August 1541) war der Sohn Hōjō Sōuns, des Begründers des Späteren Hōjō-Klans. Er führte die Bestrebungen seines Vaters fort, die Kantō-Region zu erobern.
Im Jahre 1524 nahm er die Burg Edo ein, die zuvor von Uesugi Tomooki gehalten wurde, womit eine lange Rivalität mit den Uesugi begann. Zwei Jahre später griffen die Uesugi Kamakura an und brannten es nieder. Dies war ein bedeutender symbolischer Verlust für die Späteren Hōjō, da diese ihren Namen von den Hōjō ableiteten, welche nach der Niederlage bei der Belagerung von Kamakura (1333) untergingen.
Die Uesugi griffen erneut im Jahr 1535 an, als Ujitsuna abwesend war, um mit den Takeda zu streiten; jedoch gelang es ihm zurückzukehren und Uesugi Tomooki zu besiegen und seinen Landbesitz zu behaupten. Als daraufhin Uesugi Tomoki zwei Jahre später starb, nutzte Ujitsuna die Gelegenheit zur Belagerung von Kawagoe (1537), um damit seine Kontrolle über die Kantō-Region zu sichern.
Danach gewann er im Jahr 1538 die Schlacht von Kōnodai und sicherte damit die Provinz Shimousa für die Hōjō. In den folgenden Jahren bis zu seinem Tode 1541 konzentrierte er sich auf den Wiederaufbau von Kamakura, um es zu einem Symbol der wachsenden Macht der Hōjō zu machen, vor allem durch die Wiedererrichtung und den Ausbau der Burg Odawara und der Burg Edo. Als Oberhaupt der Hōjō und Herr von Odawara folgte ihm sein Sohn Hōjō Ujiyasu.